# Lâu đài Plavecký
Lâu đài Plavecký (tiếng Slovakia: Plavecký hrad) là tàn tích của một lâu đài thuộc địa phận làng Plavecké Podhradie, vùng Bratislava, Slovakia. Lâu đài tọa lạc trên đồi Pohanská, ở phía tây của núi Little Carpathians.

## Lịch sử
Giống như phần lớn các lâu đài thời Trung cổ ở Slovakia, lâu đài Plavecký được xây dựng làm một pháo đài biên giới để đối phó với cuộc xâm lược Hungary của người Mông Cổ. Việc xây dựng lâu đài kéo dài từ năm 1256 đến năm 1273.
Vị trí của lâu đài giúp lâu đài có thể kiểm soát khu vực biên giới của vương quốc Hungary và biên giới với vương quốc Séc. Lâu đài Plavecký có thể trao đổi tín hiệu với lâu đài Branč, lâu đài Ostrý Kameň và lâu đài Korlátka trong trường hợp nguy hiểm. Lâu đài Plavecký cũng bảo vệ và kiểm soát con đường dẫn đến sườn đồi của lâu đài. Dần dần, nơi đây trở thành một trung tâm hành chính kinh tế.
Ban đầu, lâu đài là tài sản của hoàng gia. Từ năm 1398, lâu đài trở thành tài sản của quý tộc Stibor thành Stiborice. Sau đó, lâu đài nhiều lần đổi chủ sở hữu, lần lượt thuộc sở hữu của Bá tước Svätý Jur, Bá tước Pezinok, gia đình Serédy, gia đình Fugger, và gia đình Balašov. Trong giai đoạn 1579 - 1584, lâu đài là nơi vận hành một trong những nhà xuất bản sách đầu tiên ở Slovakia.
Vào năm 1706, lâu đài Plavecký bị quân đội triều đình làm hư hại trong quá trình chinh phục quân nổi dậy. Chủ sở hữu của lâu đài lúc bấy giờ là gia đình Pálfi đã không khôi phục lại lâu đài, và lâu đài trở nên hoang tàn kể từ đó.

## Hình ảnh

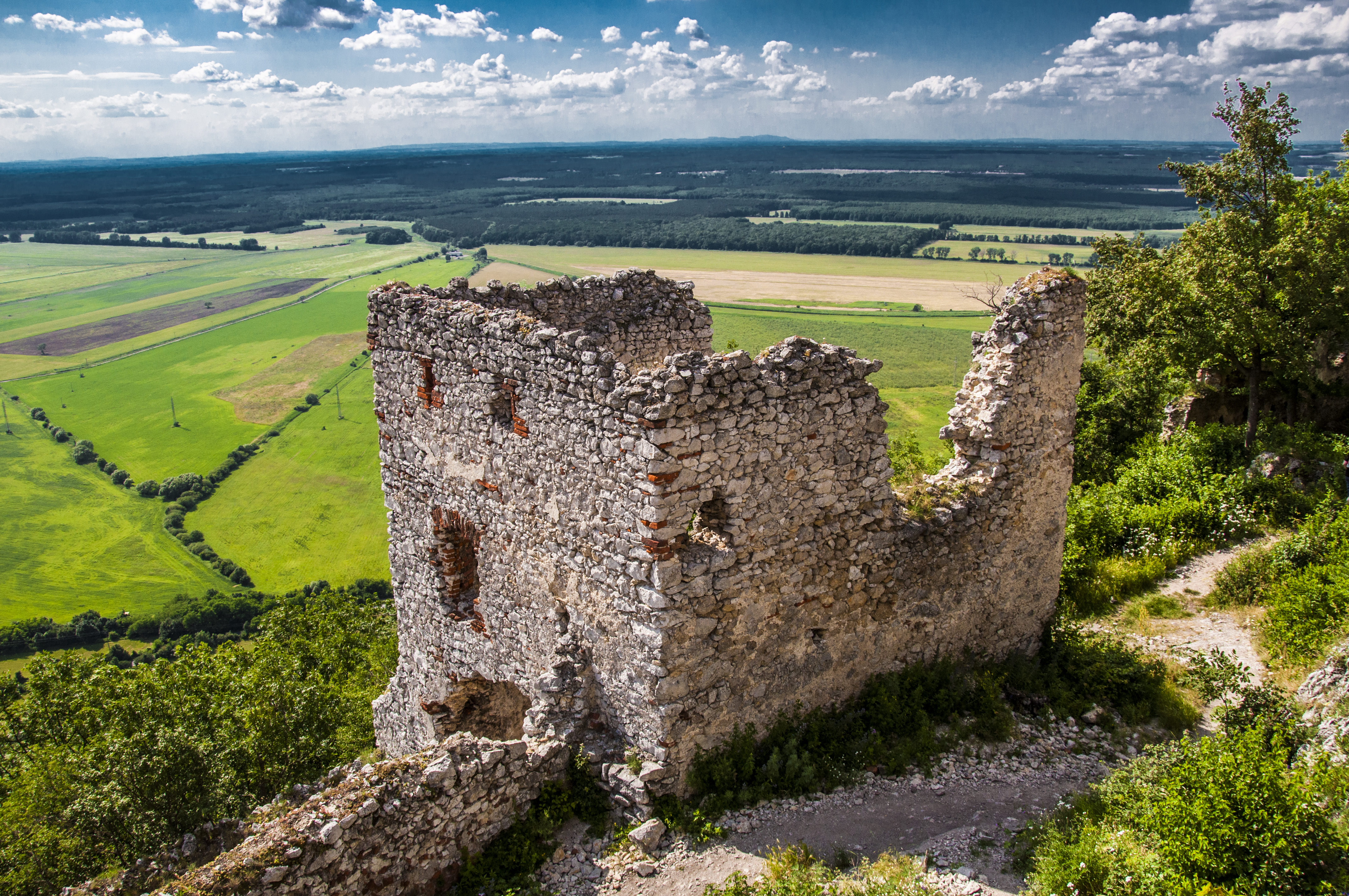
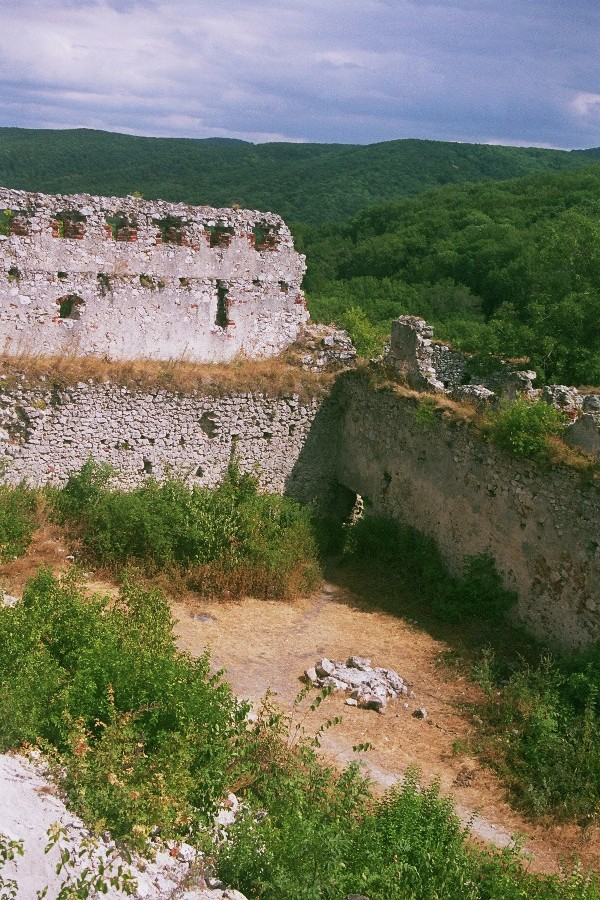
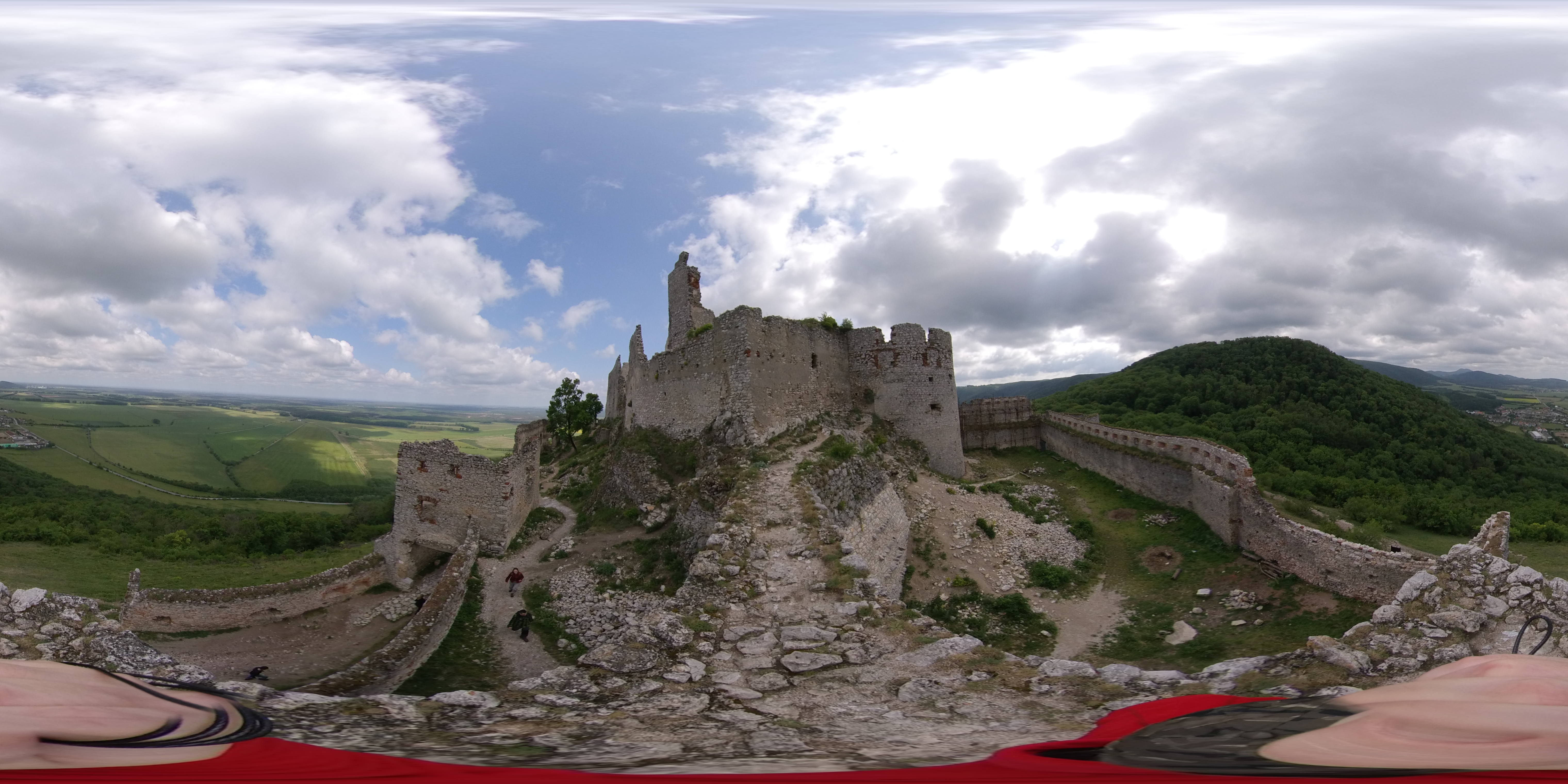